# Rue de l'Abbé-de-L'Épée (Reims)
Pour les articles homonymes, voir Rue de l'Abbé-de-L'Épée.
La rue de l'Abbé-de-L'Épée est une voie de la commune française de Reims, située dans le département de la Marne, en région Grand Est.

## Situation et accès
Débutant rue de Venise, elle aboutit rue du Jard.
La voie est en sens unique vers la rue du Jard.
La rue, pavée, appartient administrativement au quartier Centre Ville.

## Origine du nom
Son nom vient de l'abbé Charles-Michel de L'Épée (1712-1789), fondateur de l'Institut national de jeunes sourds de Paris.

## Historique
Cette voie est ouverte en 1896 sur un terrain de l'établissement de Longueau, une pétition de l’Association amicale des Sourds-Muets de la Champagne permettait de donner son nom actuel en 1899.

## Bâtiments remarquables et lieux de mémoire
La résidence "Les Longuaux" en forme de S des architectes Jean Dubuisson et André Kelderman, sur la droite de la rue, par rapport au sens de circulation, est construite en 1969 sur l'emplacement du Couvent des Longuaux de Reims transformé en filature (cardée).
Sous la révolution française, ce couvent comme de nombreux bâtiments ecclésiastiques de Reims, a été vendu comme bien national.
Cette filature a été détruite lors de la 1ère guerre mondiale. Ce couvent des Longuaux, qui avait rang d'abbaye, possédait une chapelle construite en 1675 et détruite en 1793.

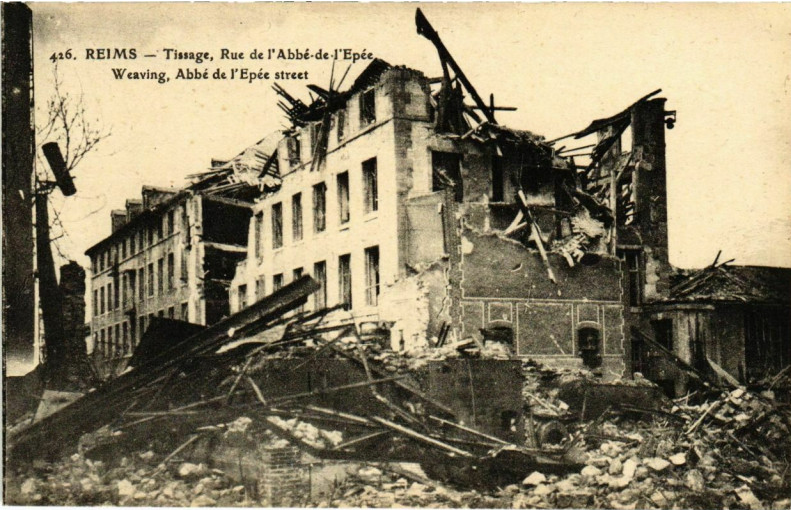
Tissage Rue abbé de l'épée.
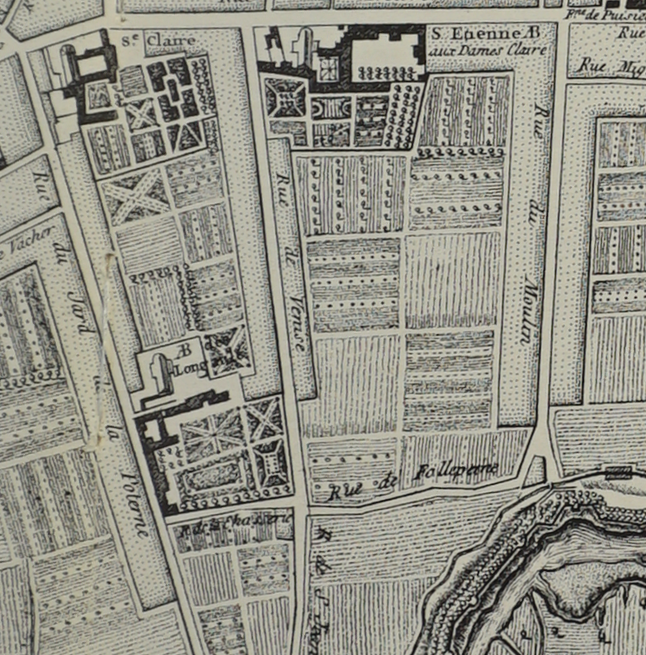
Plan avec couvent des Longuaux.